# Christelle Gros
Christelle Gros (* 19. Mai 1975 in Oyonnax) ist eine ehemalige französische Biathletin.
Christelle „Kiki“ Gros betrieb den Sport ab 1993. Ab 1996 gehörte sie zum französischen Nationalteam. In diesem Jahr gab sie auch ihr Debüt im Biathlon-Weltcup bei einem Einzel in Antholz. 1997 erreichte sie mit einem vierten Rang in Östersund ihr erstes Ergebnis in den Top 10, 1998 beim Sprint in Pokljuka stand sie als Drittplatzierte auf dem Siegerpodest. Noch besser konnte sie sich mit der Staffel platzieren, mit der sie 1997 in Östersund ein Weltcuprennen gewann.
Zwischen 1997 und 2006 nahm sie an mehreren Weltmeisterschaften teil, von denen die 2004 in Oberhof am erfolgreichsten für sie verlief. Sie wurde Siebte in Einzel und Sprint, Achte in der Verfolgung, 13. im Massenstart sowie Fünfte mit der Staffel. 1999 gewann sie in Kontiolahti Bronze mit der französischen Staffel an der Seite von Delphyne Burlet, Florence Baverel-Robert und Corinne Niogret. Am Ende der Saison 2006/2007 beendete sie ihre Karriere.

## Biathlon-Weltcup-Platzierungen
Die Tabelle zeigt alle Platzierungen (je nach Austragungsjahr einschließlich Olympische Spiele und Weltmeisterschaften).
- 1.–3. Platz: Anzahl der Podiumsplatzierungen
- Top 10: Anzahl der Platzierungen unter den ersten zehn (einschließlich Podium)
- Punkteränge: Anzahl der Platzierungen innerhalb der Punkteränge (einschließlich Podium und Top 10)
- Starts: Anzahl gelaufener Rennen in der jeweiligen Disziplin

| Platzierung         | Einzel | Sprint | Verfolgung | Massenstart | Staffel | Gesamt |
| ------------------- | ------ | ------ | ---------- | ----------- | ------- | ------ |
| 1. Platz            |        |        |            |             | 1       | 1      |
| 2. Platz            |        |        |            |             | 3       | 3      |
| 3. Platz            |        | 1      |            |             | 6       | 7      |
| Top 10              | 4      | 4      | 4          | 1           | 27      | 40     |
| Punkteränge         | 18     | 29     | 28         | 11          | 28      | 114    |
| Starts              | 35     | 82     | 51         | 11          | 28      | 207    |
| Stand: Karriereende |        |        |            |             |         |        |